# メンタルヘルス法務主任者
メンタルヘルス法務主任者（メンタルヘルスほうむしゅにんしゃ）は、かつて一般社団法人産業保健法学研究会が認定していたメンタルヘルス法務と関係分野に関する民間資格である。2018年度より、「メンタルヘルス法務主任者」から、「メンタルヘルス法務主任者・産業保健法務主任者」に資格名称が変更された。これにより、規定のコースの履修を経て、試験に合格することで、メンタルヘルス法務主任者及び産業保健法務主任者の双方の資格が得られることとなった。また、2022年度より正式に日本産業保健法学会が設立され、産業保健法務主任者（メンタルヘルス法務主任者）として認定されている。

## 概要
法務を中心に関連分野の実践的な知識を総合的に学び、現場問題解決力を身に付けた会員に付与される資格として日本産業保健法学会が認定している資格。
＜従来の制度＞
産業保健法学研究会が運営・認定する、メンタルヘルス法務主任者格（及び産業保健法務主任者）は、メンタルヘルスを中心とする産業保健に関する法務と関係分野（経営・人事労務管理、精神医学、産業保健、精神保健福祉など）の知識を体系的に学び、現場問題の解決を図るための講座を受講したうえ、所定の試験を受けて認定される資格である。資格の取得により、問題解決の実践力、専門家とのネットワーク、メールでの専門家への随時の相談の権利、事例検討会への参加資格などが得られる。

## 資格取得条件、プロセス
日本産業保健法学会では、資格取得要件として以下を規定している。
（1）学会員であり、年会費を納入済みであること。
（2）産業保健法務主任者研修 24単位以上を修了していること。
　　ただし研修講座により14単位以上、学術大会により5単位以上の修得が必要。
（3）年2回（6月、12月の予定）の申請期間内に手続きをすること。
（4）資格登録料　10,000円を納入すること。
＜従来の制度＞
メンタルヘルス法務主任者（及び産業保健法務主任者）資格講座は、「基礎コース」と「アドバンストコース」の2段階構成になっており、「基礎コース」では、職場のメンタルヘルスや難治性身体疾患に関する事例への適正な対応と不調者を生みにくい対策の推進に必要な基本的な知識を、「アドバンストコース」では、実務に生かせる専門的で実践的な知識を習得する。
- 基礎コース2日間（8単元）
- （第4期～）アドバンストコース4日間（16単元）（～第3期：6日間（24単元））

## 難易度
社会背景として、メンタル法務の専門家へのニーズが高まっていることにより、難易度は年々上がっているとみられる。2017年度の職種別受験・合格状況を見ると、全体の合格率は60.3%。医師で90%、弁護士で100%、社労士で33.3%、人事労務職では33.3%となっている。
| 年             | 2017年 | 2017年 | 2017年 | 2018年 | 2018年 | 2018年 |
|                | 受講者 | 受験者 | 合格者 | 受講者 | 受験者 | 合格者 |
| -------------- | ------ | ------ | ------ | ------ | ------ | ------ |
| 医師           | 30名   | 20名   | 18名   | 28名   | 21名   | 19名   |
| 社労士         | 6名    | 5名    | 2名    | 5名    | 5名    | 4名    |
| 弁護士         | 3名    | 1名    | 1名    | 1名    | 0名    | 0名    |
| 保健師・看護師 | 8名    | 4名    | 4名    | 17名   | 12名   | 7名    |
| 心理職         | 3名    | 3名    | 1名    | 3名    | 2名    | 2名    |
| 人事労務       | 20名   | 11名   | 5名    | 18名   | 15名   | 9名    |
| その他         | 4名    | 1名    | 1名    | 8名    | 5名    | 3名    |
| 合計           | 74名   | 46名   | 32名   | 80名   | 60名   | 44名   |

## 試験実施内容等
- 受講資格
基礎コースおよびアドバンストコースの両方を受講していること。ただし、通信コースの場合すべて、通学コースの場合にも、基礎コースのすべてとアドバンストコースの２日分を有償で通信受講に振り替えることができる。
- 問題構成
基礎問題（選択式）分野：法律、精神医学、産業保健、経営組織
応用問題（記述式）事例問題
- 試験は年1回実施される。

## 認定委員会
委員長
- 三柴丈典（近畿大学法学部教授）

委員（五十音順）
- 井上洋一（愛三西尾法律事務所）
- 小島健一（鳥飼総合法律事務所）
- 西園寺直之（伝馬町法律事務所）
- 白波瀬丈一郎（慶應義塾大学精神神経科学教室特任准教授）
- 田中克俊（北里大学産業精神保健学講座教授）
- 花谷隆志（花谷心療内科クリニック院長）
- 浜口伝博（産業医科大学産業衛生教授）
- 吉田肇（弁護士法人天満法律事務所所長、元京都大学客員教授）